# Naturschutzgebiet Mildenberg
Das Naturschutzgebiet Mildenberg mit einer Flächengröße von 1,72 ha liegt südwestlich von Remblinghausen im Stadtgebiet von Meschede. Das Gebiet wurde 1994 durch den Kreistag des Hochsauerlandkreises mit dem Landschaftsplan Meschede als Naturschutzgebiet (NSG) mit einer Flächengröße von 1,70 ha ausgewiesen. Bei der Neuaufstellung des Landschaftsplanes Meschede wurde das NSG dann erneut ausgewiesen und minimal vergrößert.

## Gebietsbeschreibung
Beim NSG handelt es sich um einen Eichenwald am Nordhang des Mildenberg (Meschede) auf Pseudogley-Böden. Der älteren Waldbestand hat die Stieleiche als Hauptbaumart. Viele Eichen sind stark beastet und einige haben Stammdurchmesser von rund 1 m. Viele der Eichen sind mit Strauchflechten besetzt. Untergeordnet kommen im NSG auch Rotbuche und Esche vor. Die Eschen stellt den größten Teil der Naturverjüngung im Gebiet. Der Eichenwald hat eine ausgeprägte Strauchschicht aus Schwarzem Holunder, Hasel, Weiß- und Schwarzdorn mit Wuchshöhen bis 7 m. Die Krautschicht variiert je nach Standortverhältnissen und Bestockungsgrad. Im NSG sind auch Nassstellen vorhanden.
Zu den Stieleichen führt der Landschaftsplan aus: „Den dominanten Stieleichen kommt eine hohe faunistische Bedeutung zu; neben den vielen auf diese Art spezialisierten Insektenarten hat der Bestand zumindest eine potenzielle Habitatbedeutung für das Brutgeschäft von Spechten, Greifen und Eulen, als Fledermausquartier u. ä.. Da diese Bedeutung teilweise auch von Alter und Größe der Bäume abhängig ist, wäre eine Nicht-Bewirtschaftung des NSG für seine ökologischen Funktionen optimal.“
Im NSG kommen seltene Tier- und Pflanzenarten vor. Das NSG soll eingegattert und der natürlichen Entwicklung überlassen werden.

## Schutzzweck
Zum Schutzzweck des NSG führt der Landschaftsplan neben den normalen Schutzzwecken für alle NSG im Landschaftsplangebiet auf: „Erhaltung eines naturnahen, repräsentativen Laubholzbestandes als Relikt der natürlichen Waldgesellschaft auf den hier verbreiteten, aber weitgehend landwirtschaftlich genutzten Pseudogleyböden der Reister Senke; Schutz des Habitatangebots für diverse waldgebundene Tierarten, die in den intensiver genutzten forstlichen Ersatzgesellschaften keine optimalen Bedingungen finden; Sicherung eines durch die spezifische Ausprägung der Baum- und Strauchschicht seltenen Waldbildes.“